# Аэропорт имени Тенцинга и Хиллари
Аэропорт имени Тенцинга и Хиллари  (ИАТА: LUA, ИКАО: VNLK), ранее до 2008 года — аэропорт Лукла — небольшой аэропорт в городе Лукла в регионе Кхумбу, район Солукхумбу, 1-я провинция в восточной части Непала. Был признан СМИ как один из самых опасных аэропортов мира.
Благодаря своей близости к Эвересту, аэропорт пользуется популярностью среди альпинистов, начинающих восхождение из Луклы. Несколько авиакомпаний выполняют рейсы сюда из Катманду, однако, полёты здесь возможны только днём и при условии хорошей видимости. Погода в районе аэропорта непредсказуема; и её неустойчивость становится причиной частых отмен авиарейсов. ВПП позволяет принимать только вертолёты и самолёты короткого взлёта и посадки, такие, как De Havilland Canada DHC-6 Twin Otter и Dornier Do 228.

## История
Аэропорт был построен в 1964 году под надзором Эдмунда Хиллари, который изначально планировал постройку на ровных сельхозугодьях, но местные фермеры не хотели отдавать свою землю, и из-за этого аэропорт был построен на своём текущем месте. Хиллари выкупил участок земли у Шерпов стоимостью $2650, а также привлёк их к строительству объектов инфраструктуры. Говорят, что Хиллари был недоволен плотностью грунта ВПП, вследствие чего он решил купить Шерпам местного спиртного и попросить их исполнить традиционный танец с элементом топанья ног, чтобы выровнять землю, служившую полосой. Сама полоса не была заасфальтирована до 2001 года.
В январе 2008 года аэропорт был переименован в честь первых покорителей Эвереста: Тенцинга Норгея и Эдмунда Хиллари, а также чтобы отметить их вклад в постройку аэропорта.

## Характеристика
ВПП аэропорта протяжённостью 527 метров расположена под уклоном в 12 % на отметке 2860 метров над уровнем моря. Из-за сложного ландшафта все приземления выполняются с торца 06, а все взлёты — с 24. Из-за большого уклона торцы ВПП различаются по высоте на 60 метров. Торец 06 находится прямо на краю обрыва, уходящего в семисотметровую пропасть, а 24 — у подножья четырёхтысячного хребта. Перрон оборудован четырьмя стояночными площадками и вертолётной площадкой. Взлёты и посадки выполняются исключительно по VFR, так как из навигационного оборудования в аэропорту есть только радиостанция.
Из-за сложности успешной посадки Управление Гражданской Авиацией Непала установило высокие стандарты для пилотов. Сажать самолёт в этом аэропорту могут только опытные пилоты, ранее совершившие 100 и более посадок на СУВП, имеющие общий налёт в 1 год на СУВП в воздушном пространстве Непала и успешно выполнившие 10 перелётов в Луклу с сертифицированным пилотом-инструктором.
Планируется построить новую вертолётную посадочную площадку, а также удлинить ВПП и расширить терминал.

## Авиакомпании и направления
| Авиакомпании   | Пункты назначения       | Самолёты                    |
| -------------- | ----------------------- | --------------------------- |
| Nepal Airlines | Катманду                | DHC-6                       |
| Yeti Airlines  | Катманду                | DHC-6                       |
| Sita Air       | Катманду                | Do 228                      |
| Tara Air       | Катманду Чартер: Пхаплу | Do 228, DHC-6, Pilatus PC-6 |
| Summit Air     | Катманду                | Let 410                     |

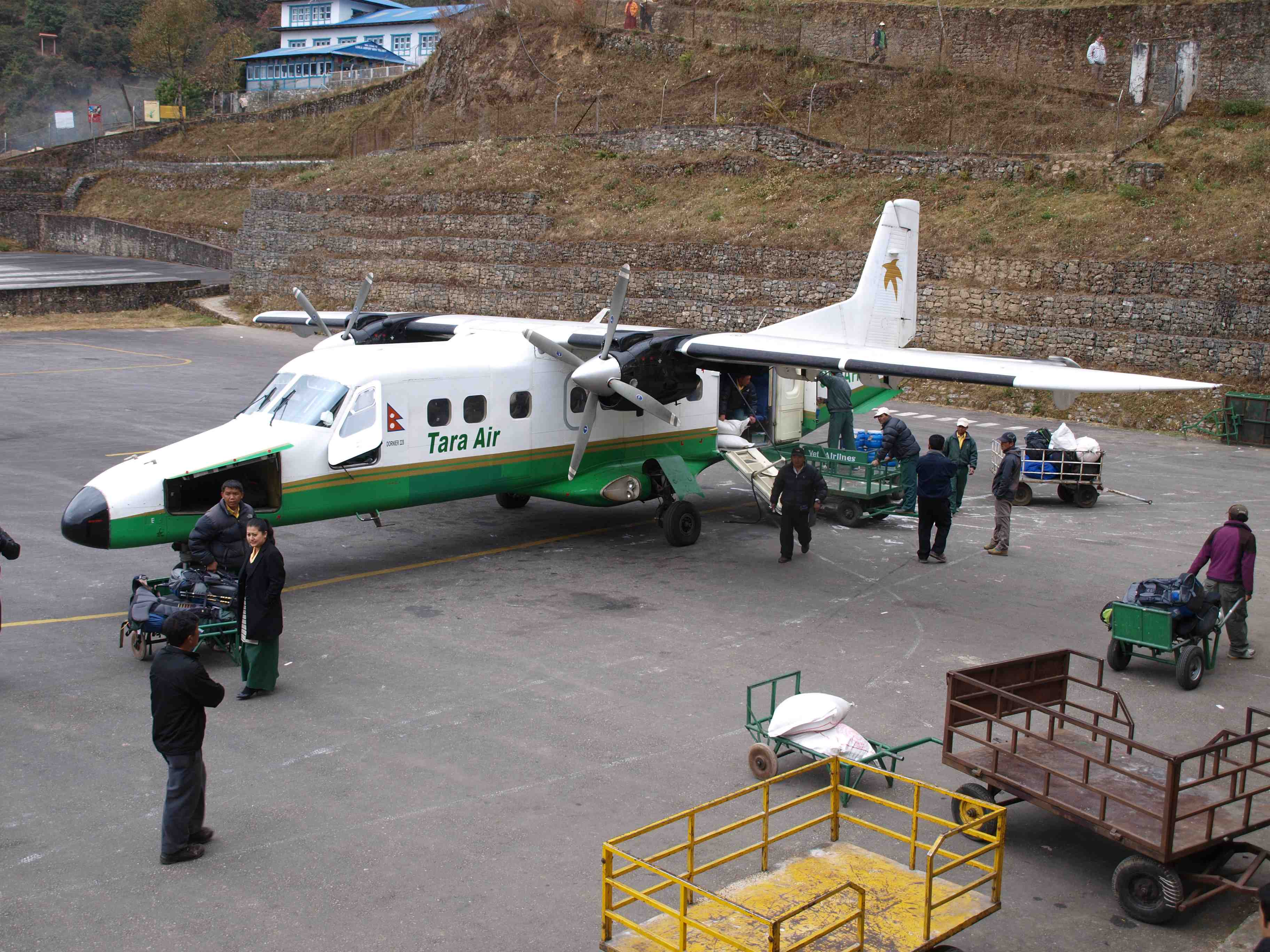
Do 228 авиакомпании Tara Air на перроне аэропорта

Также, вертолётная авиакомпания Air Dynasty предлагает свои маршруты из хаба в Лукле.

## Статистика
|      | Пассажиропоток |
| ---- | -------------- |
| 2003 | 70,959         |
| 2004 | ▲ 71,422       |
| 2005 | ▼ 53,943       |
| 2006 | ▲ 61,992       |
| 2007 | ▲ 80,733       |
| 2008 | ▲ 92,172       |
| 2009 | ▼ 88,881       |
| 2010 | ▲ 92,011       |
| 2011 | ▲ 93,292       |
| 2012 | ▲ 97,394       |
| 2013 | ▼ 85,179       |
| 2014 | ▲ 87,490       |
| 2015 | ▼ 81,174       |
| 2016 | ▲ 119,801      |
| 2017 | ▲ 146,879      |
| 2018 | ▼ 124,929      |
| 2019 | ▲129,508       |

## Происшествия
- 15 октября 1973 года самолёт Royal Nepal Airlines DHC-6 Twin Otter 300 с бортовым номером 9N-ABG совершил грубую посадку и получил повреждения, не подлежащие ремонту. Находившиеся на борту три члена экипажа и три пассажира не пострадали[16].
- 9 июня 1991 года самолёт Nepal Airlines DHC-6 Twin Otter 300 из Катманду с бортовым номером 9N-ABA потерпел аварию, пытаясь сесть после предыдущего нестабилизируемого подхода[англ.] в плохую погоду. Три члена экипажа и 14 пассажиров получили травмы, но жертв не было[17].
- 26 сентября 1992 самолёт Nepal Airways Harbin Y-12 с бортовым номером 9N-ACI съехал с полосы во время взлёта из-за отказа передней стойки шасси, впоследствии упал носом в землю. Никто из двух членов экипажа и 12 пассажиров не пострадал[18].
- 25 мая 2004 самолёт Yeti Airlines DHC-6 Twin Otter 300 с бортовым номером 9N-AFD из Катманду врезался в гору, в условиях плотной облачности. Погибло три члена экипажа — пассажиров на борту не было. Непальский комитет по расследованию авиационных происшествий объявил, что командир сообщил ошибочную информацию диспетчерскому центру, заявив, что он двигался южнее намеченного курса, хотя в действительности все это время ему следовал[19].
- 1 октября 2004 года у самолёта Sita Air Do 228 во время посадки отказало переднее шасси, и он проскользил по ВПП, заблокировав ее после остановки. Аэропорт был закрыт на два дня[20].
- 30 июня 2005 года самолёт Gorkha Airlines Do 228 с бортовым номером 9N-AEO выкатился за пределы ВПП во время посадки. 10 пассажиров и три члена экипажа отделались незначительными травмами. После инцидента борт был выведен из эксплуатации и списан[21].

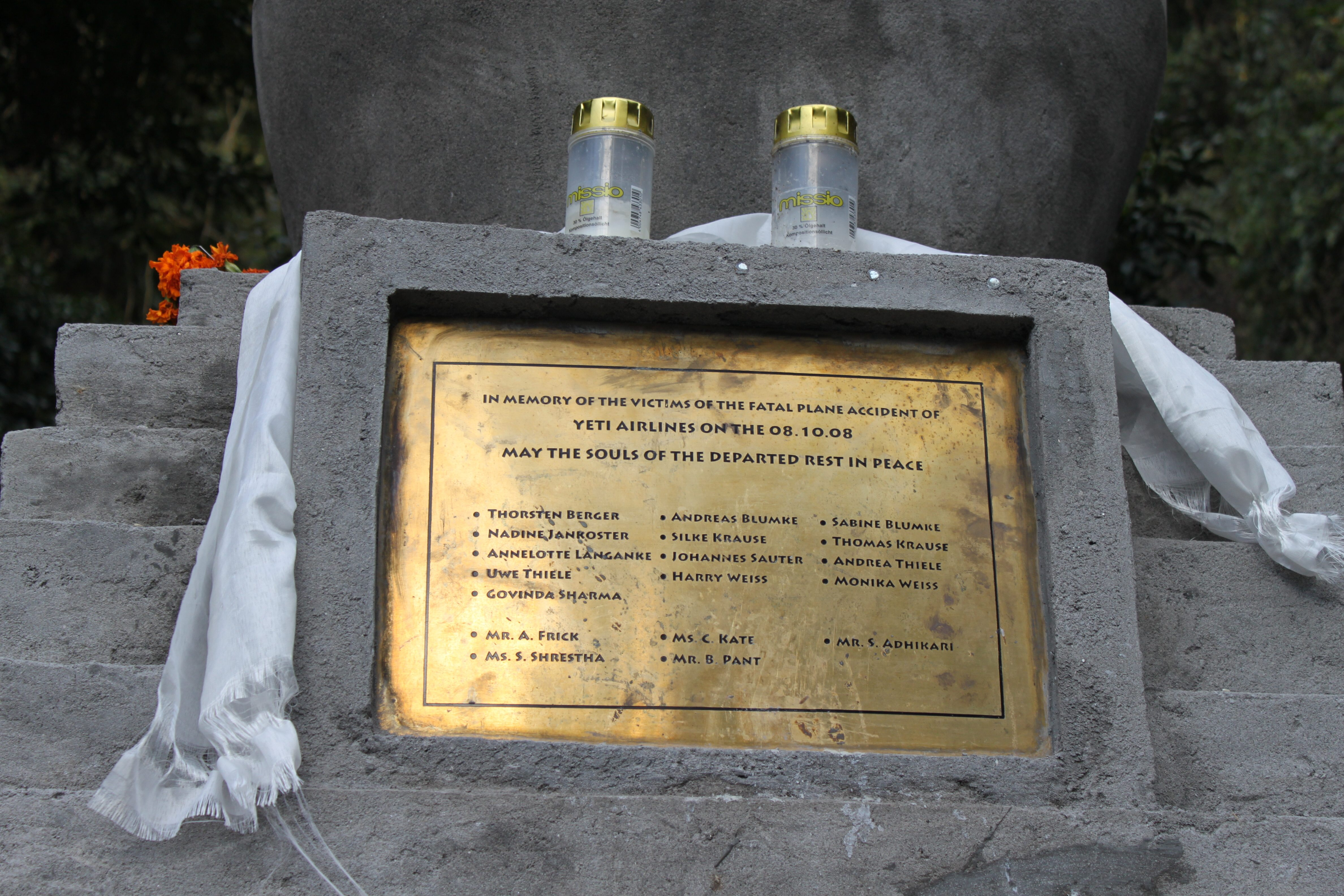
Мемориал, посвящённый Рейсу 103 Yeti Airlines, разбившемуся 8 октября 2008

- 8 октября 2008 самолёт DHC-6 Twin Otter 300 с бортовым номером 9N-AFE, следовавший рейсом 103 Yeti Airlines[англ.], потерпел крушение при заходе на посадку и загорелся. Из трёх членов экипажа и 16 пассажиров выжил лишь командир. На видео инцидента видно, что он произошел в плохих погодных условиях[22][23].
- 12 октября 2010 года у самолёта Sita Air Do 228 с бортовым номером 9N-AHB отказали тормоза и он столкнулся со стеной в конце взлетно-посадочной полосы, никто на борту не пострадал. Нос самолёта оказался смят в результате столкновения[24].
- 26 сентября 2013 года вертолёт Air Dynsaty[англ.] с бортовым номером 9N-AEX потерпел аварию, задев колючую проволоку на ограждающей стене рулевым винтом. Три пассажира и командир не получили травм[25].
- 27 мая 2017 самолёт Let 410 с бортовым номером 9N-AKY, следующий грузовым рейсом 409 Summit Air[англ.] из Катманду, потерпел крушение, не долетев до полосы совсем немного в условиях плохой видимости. Самолёт потерял высоту, столкнулся с деревом и врезался в землю, тремя метрами ниже взлетно-посадочной полосы. После этого самолёт скатился вниз по склону, остановившись в 200 метрах ниже ВПП. Командир экипажа погиб на месте, второй пилот умер в больнице 8 часов спустя. Третий член экипажа получил ранения и был эвакуирован в Катманду на следующий день, когда погода прояснилась[26][27][28].
- 14 апреля 2019 года самолёт Summit Air Let 410 с бортовым номером 9N-AMH без пассажиров свернул вправо с полосы во время взлёта и врезался в вертолёт Manang Air[англ.] Eurocopter AS350B3e с бортовым номером 9N-ALC на вертолётной площадке, приблизительно в 30-50 метрах от ВПП, что привело к разрушению обоих летательных аппаратов. Второй вертолёт Shree Air Eurocopter AS350B3e получил незначительные повреждения. Погибло три человека — второй пилот самолёта и двое полицейских, один из которых скончался на месте, а второй в больнице после того, как получил серьёзные ранения и вывезен в Катманду. Также пострадало четыре человека, включая пилота самолёта и пилота вертолёта[1][29][30].

## Галерея

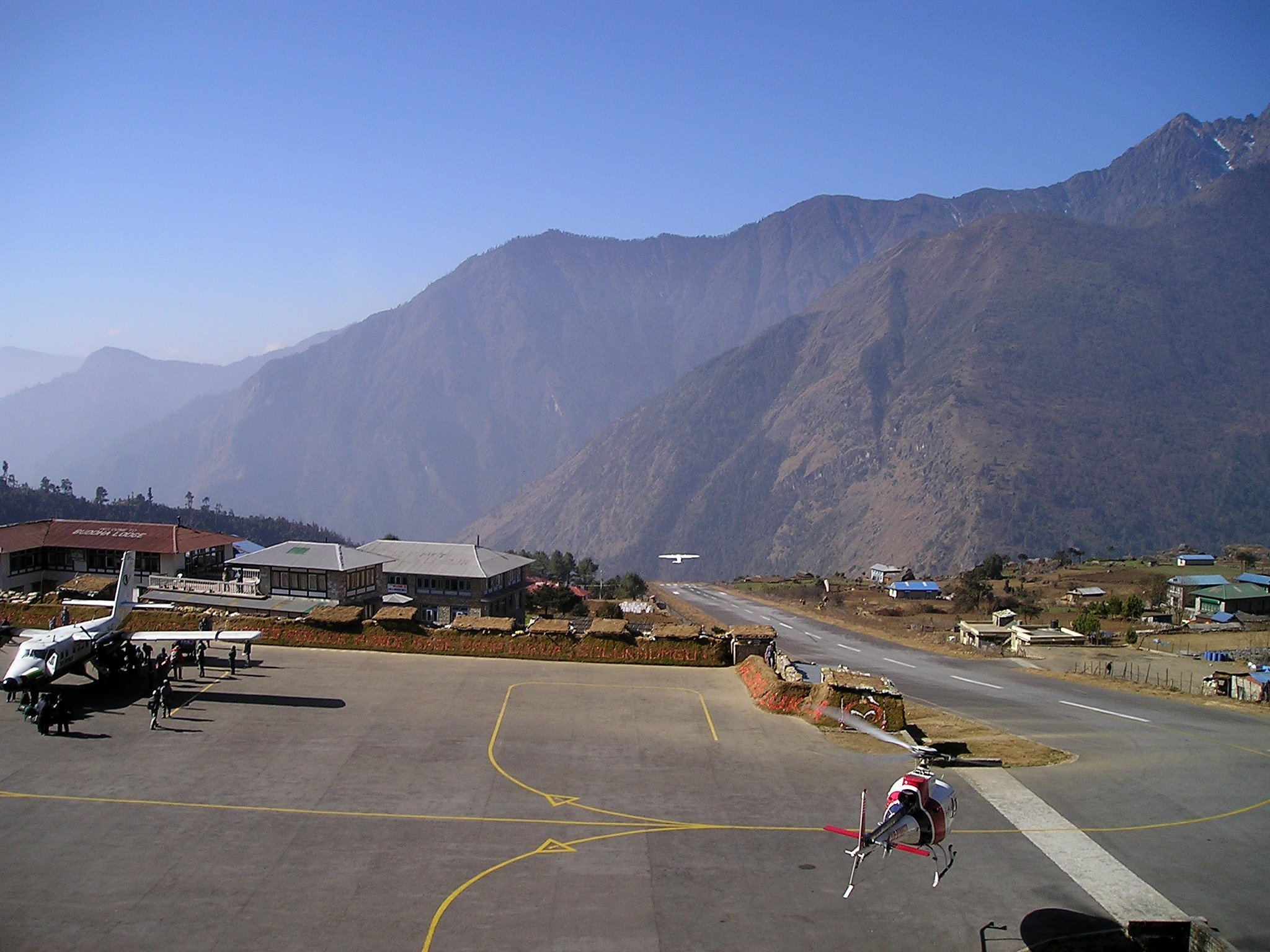
Общий вид на аэропорт
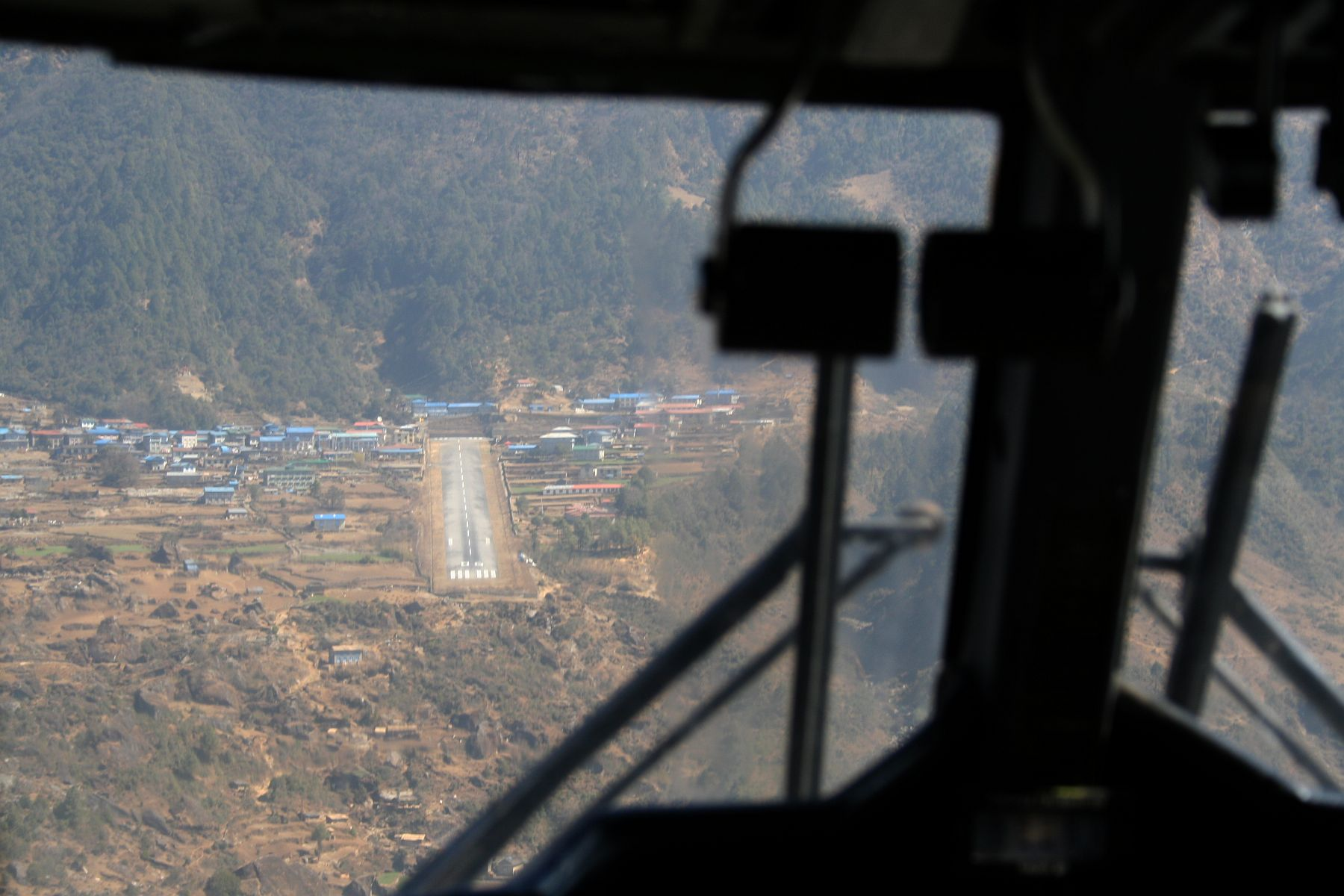
Самолёт марки Twin Otter на подходе
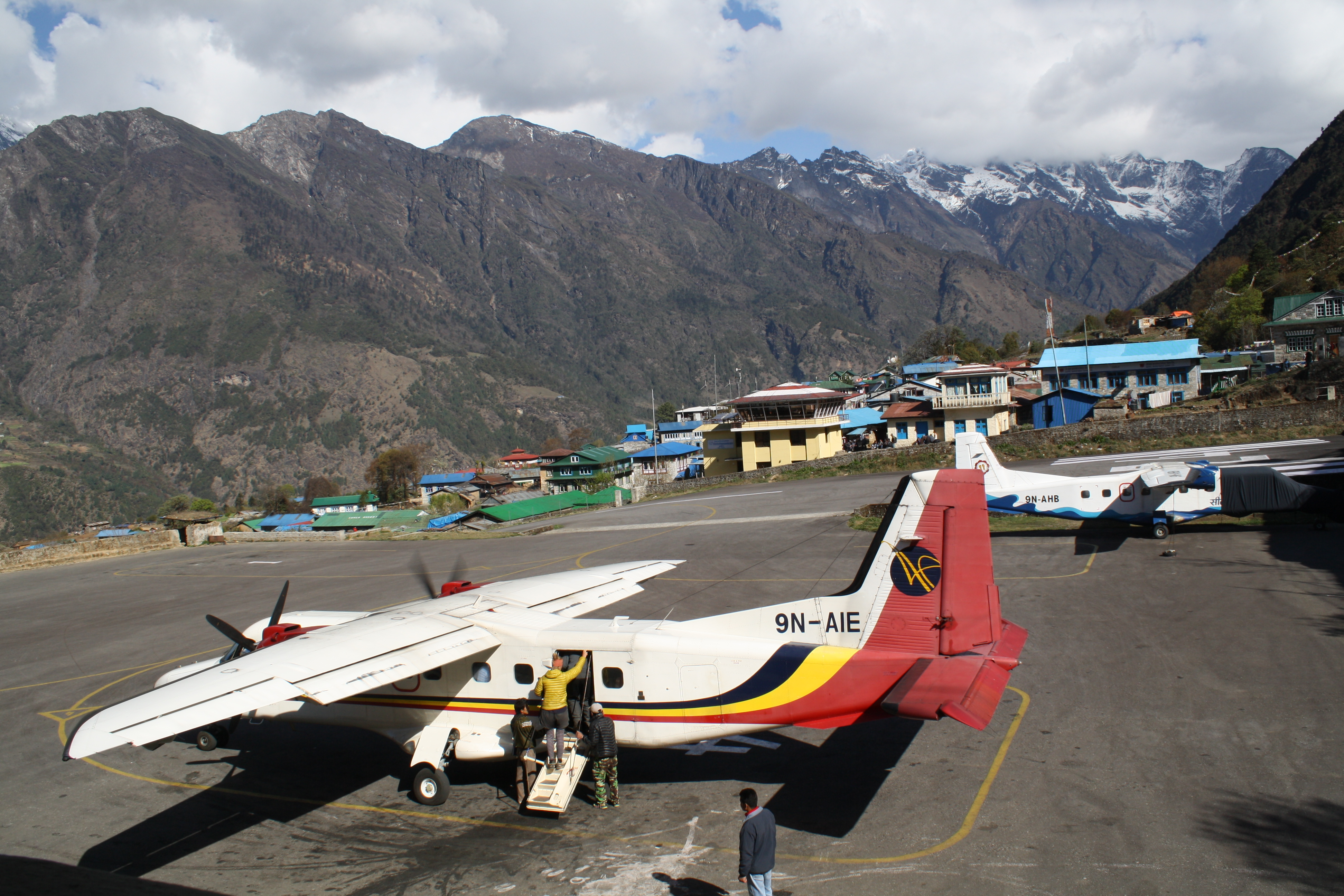
Самолёты на перроне аэропорта
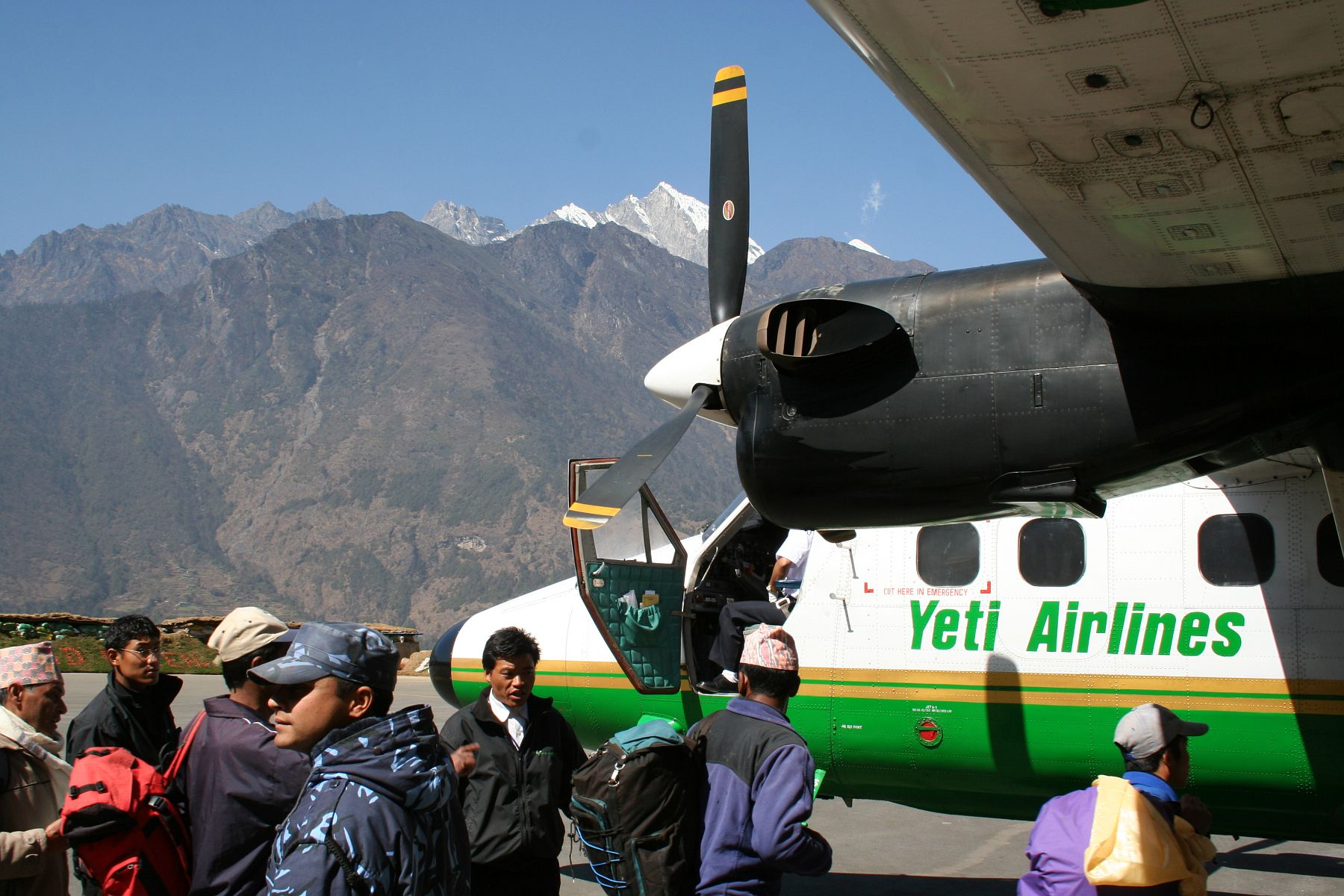
Самолёт марки Twin Otter на перроне
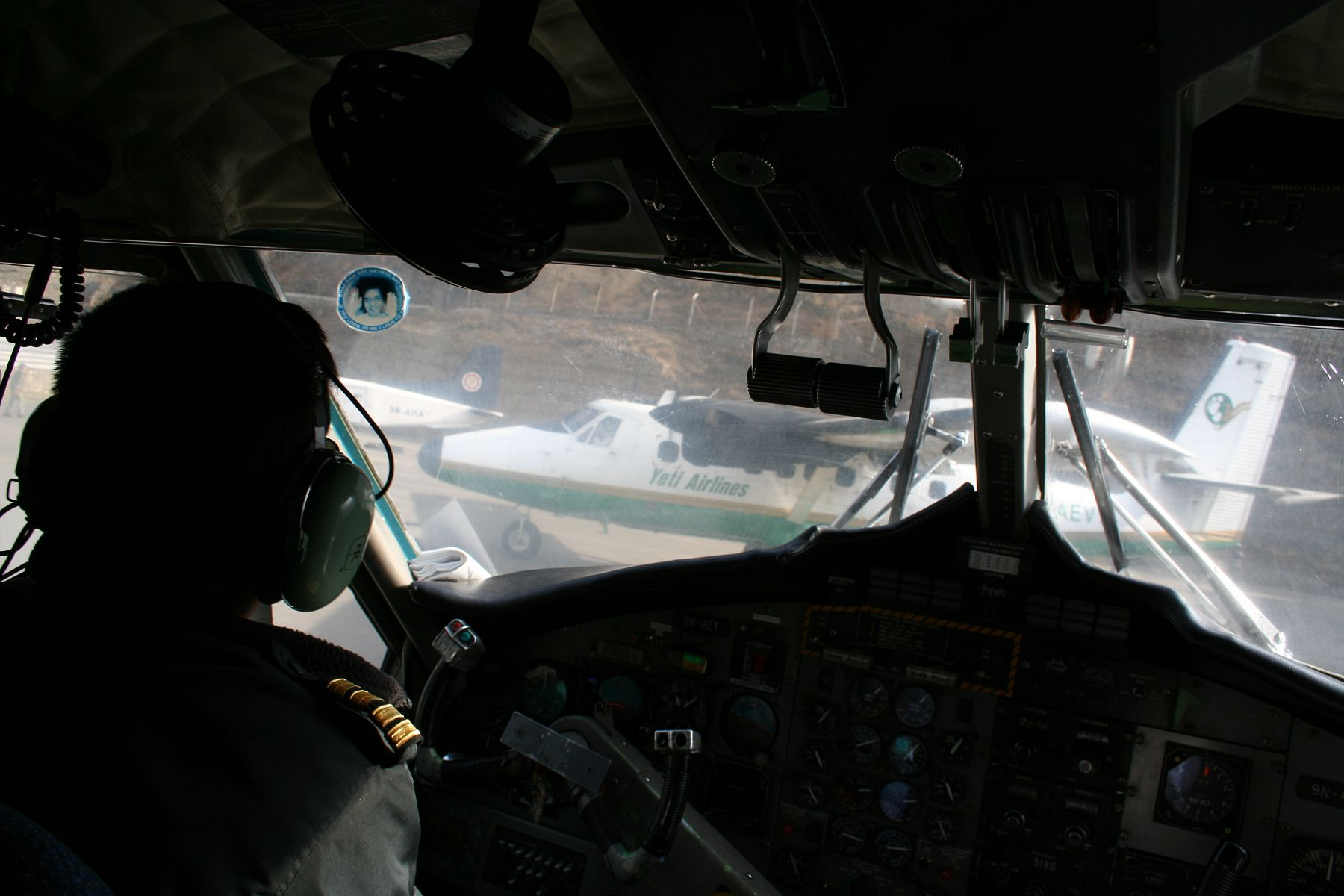
Самолёт марки Twin Otter на лётном поле
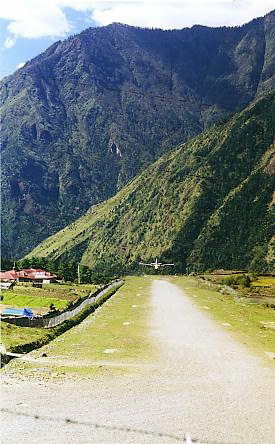
Грунтовая ВПП в 1999 году